# Ashleigh Ball (Synchronsprecherin)

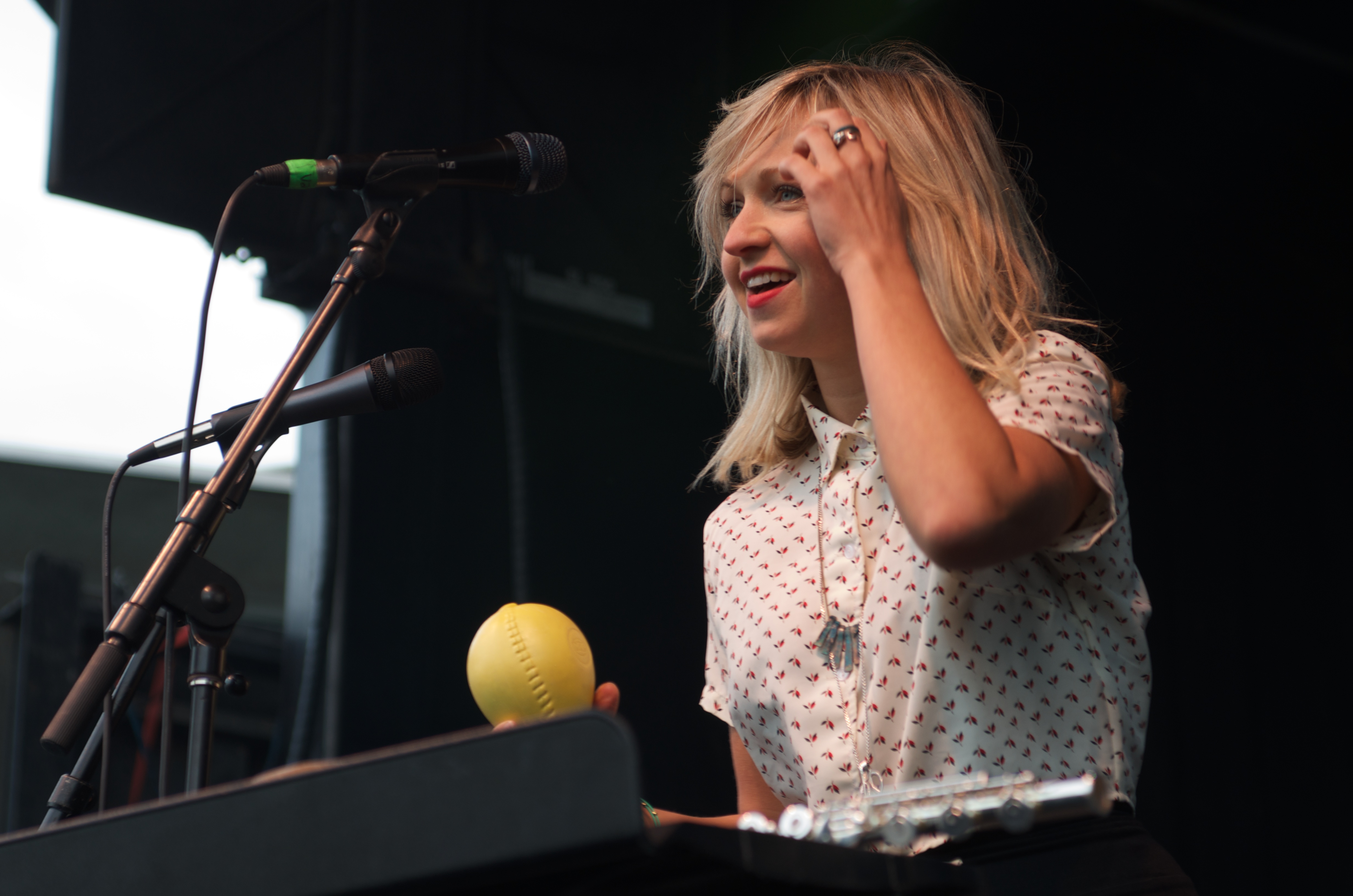
Ashleigh Ball, 2013

Ashleigh Adele Ball (* 31. März 1983 in Vancouver) ist eine kanadische Synchronsprecherin und Sängerin.
1996 begann ihre Tätigkeit als Synchronsprecherin für Zeichentrick und Animationsserien und -filme. Seit 2004 ist sie Sängerin der Indiepop-Band Hey Ocean!
Seit 2010 synchronisiert sie in der Serie My Little Pony die Figuren Applejack und Rainbow Dash. Der Dokumentarfilm A Brony Tale von 2014 zeigt sie bei Fantreffen der Brony-Szene. Weitere Serien mit ihr sind Littlest Pet Shop oder Dinotrux.

## Synchronrollen
- 2006: Barbie in: Die 12 tanzenden Prinzessinnen als Hadley und Isla
- 2009–2015: Strawberry Shortcake’s Berry Bitty Adventures als Plum Pudding
- 2009–2020: My Little Pony – Freundschaft ist Magie als Applejack und Rainbow Dash
- 2012–2016: Littlest Pet Shop – Tierisch gute Freunde als Blythe Baxter
- 2013: My Little Pony: Equestria Girls als Applejack und Rainbow Dash
- 2013–2015: Pac-Man und die Geisterabenteuer als Pinky
- 2014: My Little Pony: Equestria Girls – Rainbow Rocks als Applejack und Rainbow Dash
- 2014–2017: LoliRock als Talia
- 2015–2017: Dinotrux als Skya
- 2015–2018: Lego Elves als Emily Jones
- 2015–2019: Die Nektons als Fontaine
- 2016–2018: Ready Jet Go! als Jet
- 2017: My Little Pony – Der Film als Applejack und Rainbow Dash
- 2021: My Little Pony: A New Generation (Stimme)
- seit 2022: Sonic Prime als Miles Tails Prower